# Liduina
Liduina  è un nome proprio di persona italiano femminile.

## Varianti
- Femminili: Liduvina[1]
- Maschili: Liduino

### Varianti in altre lingue
- Ceco: Lidwina
- Francese: Lydwine, Ludivine[2]
- Germanico: Lidwina
  - Maschili: Liutwin[3], Liuduin[3], Leutwin[3][4], Leodowin[3], Luthuin[3], Lidwin[3], Ludwin[5]
- Norvegese: Lidwina

- Olandese: Liduina, Lidwina, Liedewij
  - Maschili: Ludwin[5]
- Polacco: Ludwina
  - Maschili: Ludwin
- Portoghese: Lidvina, Liduina
- Slovacco: Lidwina
- Tedesco: Lidwina

## Origine e diffusione
È un derivato femminile di Lidwin, nome germanico composto dagli elementi liud (o leud, "popolo", "gente") e win ("amico"). In pochi casi, il primo elemento di Ludwin può anche essere ricondotto a hlud ("famoso").
Il nome francese femminile Ludivine, che venne reso celebre dalla serie televisiva degli anni settanta Les Gens de Mogador, potrebbe essere un suo derivato.

## Onomastico

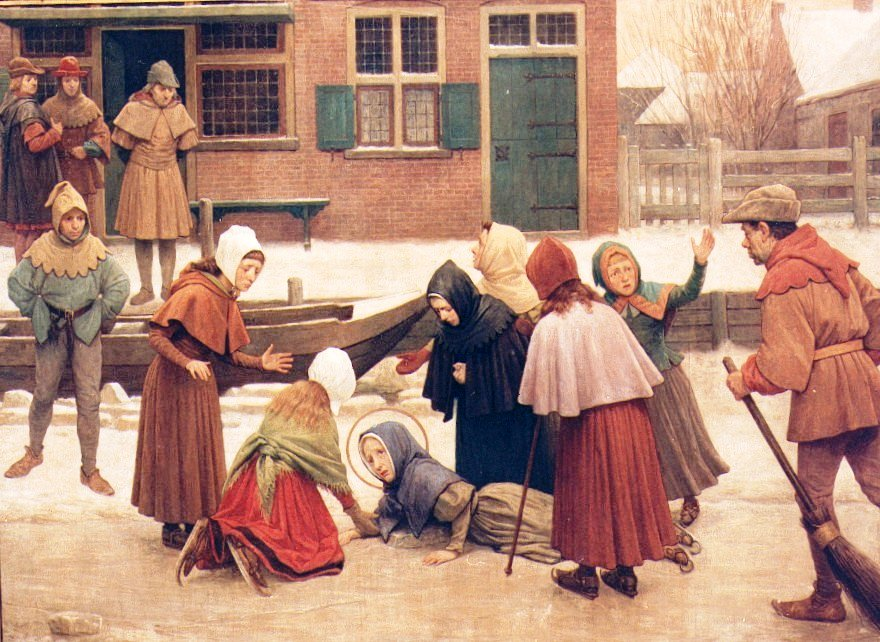
Santa Liduina cade sul ghiaccio, di Jan Dunselman

L'onomastico si festeggia in genere il 14 aprile in memoria di santa Liduina, vergine di Schiedam. Con questo nome si ricorda anche una beata, Liduina Meneguzzi, religiosa e missionaria in Etiopia, il 1º dicembre.

## Persone
- Liduina di Schiedam, mistica e santa olandese
- Liduina Meneguzzi, religiosa italiana

### Varianti
- Ludivine Sagnier, attrice francese